# Grazia
Grazia («Gracia» en italiano) es una revista semanal femenina que se originó en Italia con ediciones internacionales impresas en Albania, Argentina, Australia, Baréin, Bulgaria, Catar, China, Croacia, Colombia, Francia, Alemania, Grecia, Indonesia, India, Jordania, Macedonia del Norte, México, Países Bajos, Polonia, Portugal, Pakistán, Serbia, Eslovenia, Corea del Sur, España, Tailandia y el Reino Unido.

## Historia y perfil
La edición italiana de Grazia fue publicada por primera vez por Mondadori en noviembre de 1938. Mondadori inició la revista para competir con Lei, una revista femenina publicada por la empresa Rizzoli. Grazia se inspiró en la revista estadounidense Harper's Bazaar. El inicio de Grazia supuso un retorno en Italia a valores tradicionalistas como la cocina y la crianza de los hijos.
Durante el régimen fascista en el país, la revista siguió la política y la propaganda fascistas. Después de la Segunda Guerra Mundial, la revista fue renovada, pero mantuvo su postura conservadora. Su conservadurismo continuó a finales de la década de 1960, en la que, aunque las minifaldas aparecían en las páginas de moda, estas prendas eran comentadas desde una perspectiva conservadora en sus comentarios sociales.
Desde sus inicios en 1938 hasta septiembre de 1943, Bruno Munari fue director artístico de la revista y de otro título de Mondadori, Tempo.
En Italia es propiedad de Mondadori que más tarde se convirtió en una de las empresas de Silvio Berlusconi.
Grazia publicó un artículo en julio de 2015 que promovía la cría de mascotas familiares para ganar dinero, con una declaración de la Real Sociedad para la Prevención de la Crueldad contra los Animales (RSPCA) crítica a Grazia.

## Ediciones internacionales
Grazia tiene ediciones internacionales en varios países. Su primera edición internacional se publicó en Bulgaria en marzo de 2004. La edición británica de la revista comenzó a publicarse en febrero de 2005 y es propiedad en el Reino Unido bajo licencia de Bauer Consumer Media. La versión griega se lanzó en abril de 2005. En noviembre del mismo año se publicó por primera vez su edición en los Emiratos Árabes Unidos.
La revista tuvo una edición en Croacia desde febrero de 2006 y en Serbia desde junio de 2006. La edición rusa empezó a publicarse en marzo de 2007, mientras que la de los Países Bajos le siguió en agosto de 2007. Grazia India se lanzó en mayo de 2008. Su edición australiana comenzó a publicarse en julio de 2008, pero cerró en febrero de 2013. Grazia Australia reabrió sus puertas en 2015 bajo una nueva dirección. En febrero de 2009 se inició la versión china de Grazia, siendo su duodécima edición internacional. La versión francesa de la revista se publicó por primera vez en agosto de 2009.
El número inaugural de Grazia Korea se lanzó el 20 de febrero de 2013. Incluye una sesión fotográfica de los actores Lee Byung-hun, Bae Soo-bin y Kim Do-hyun para la obra basada en la película Masquerade (2012). Grazia Pakistan se lanzó en febrero de 2017. La fiesta de lanzamiento tuvo lugar en la Mansión HSY en Krachi el 6 de febrero de 2017 con la editora y redactora jefe de Grazia Pakistan, Zahraa Saifullah y la chica de portada del primer número, Mawra Hocane. Grazia Arabia se publica en Catar, y otorga anualmente los premios Grazia Style. En 2018, los premios recayeron en el embajador de Italia en Catar y en Asma Al Thani, una aventurera catarí.
Tan solo un año y medio después del inicio de la edición alemana de Grazia, Mediengruppe Klambt adquirió en 2011 el título en una empresa conjunta en la que Gruner + Jahr apenas tenía la mayoría. En 2017, la revista femenina fue recomprada en su totalidad. A partir del 1 de enero de 2018, Mediengruppe Klambt adquirirá el 50,1% de las acciones que hasta ahora poseía Gruner + Jahr.

## Circulación
Grazia tuvo una tirada de 374 213 ejemplares en 1984. La versión italiana de la revista tuvo una tirada de 240 000 ejemplares entre enero y agosto de 2003. La tirada de la edición italiana en 2007 fue de 218 083 ejemplares. En Italia, la tirada de la revista ascendió a 382 000 ejemplares en el primer semestre de 2011. Durante el mismo período, la edición británica de la revista tuvo una circulación de 219 741 ejemplares. La tirada en el Reino Unido durante la segunda mitad de 2013 fue de 160 019 ejemplares.
La tirada publicada de la versión alemana en el tercer trimestre de 2017 fue de 96 632 ejemplares, un descenso de alrededor del 20 por ciento en comparación con el mismo periodo de 2016. Desde 2016, Grazia está bajo presión en los quioscos con la revista Olivia de Bauer Media Group.